# Пирбах
Пирбах (нем. Pierbach) — коммуна (Gemeinde) в Австрии, в федеральной земле Верхняя Австрия.
Входит в состав округа Фрайштадт. Население составляет 989 человек (на 31 декабря 2005 года). Занимает площадь 23 км². Официальный код — 40613.

## Политическая ситуация
Бургомистр коммуны — Изидор Бауэрнфайнд (АНП) по результатам выборов 2003 года.